# Fabien Planet
Pour les articles homonymes, voir Planet.
Fabien Planet, né le 15 mai 1982 à Saint-Étienne (Loire), est un pilote de moto français, multiple champion de France d'Enduro et champion du monde par équipe.

## Biographie
Né à Saint-Étienne, Fabien Planet grandit à Saint-Marcellin-en-Forez où il est licencié du BMX Marcellinois. Il devient pilote professionnel d'Enduro à partir de 2001 et gagne, entre 2002 et 2014, 3 titres de champion de France élite et 4 titres de champion du monde par équipe. À la suite de sa victoire sur le Dakar Enduro Challenge, il participe à son premier Rallye Dakar en 2007 où il termine à la 12e place au classement général final,. En 2015, il tourne la page de l'Enduro pour participer à son 2e Dakar, où il termine à la 29e place, après avoir perdu 3 h 30 pour dépanner son coéquipier Alain Duclos. 

## Palmarès
- Champion du monde d'enduro par équipe en 2002, 2003, 2013, 2014.
- Champion de France d'enduro en 2006 (E2), 2007 (E3), 2011 (E1)[7].
- Grappe de Cyrano : 2e en 2014 : 3e en 2011[8].
- Rallye Dakar : 12e en 2007, 29e en 2015.
- Rand'Auvergne : 2e en 2005, 2006, 2010, 2014 ; 3e en 2007 et 2012.
- Trèfle lozérien : 2e en 2006 et 2008 ; 3e en 2007 ; 4e en 2005 et 2011 ; 5e en 2001 et 2009.
- Val de Lorraine Classic: Vainqueur en 2007; 2e en 2005 et 2011.

## Sources et références
1. ↑  Bulletin municipal de Saint-Marcellin-en-Forez, no 3, mai 2015, p. 12
2. ↑  Fabien Planet sur dakar.com
3. ↑  Fabien Planet intègre le team Sherco Tvs Rally
4. ↑  Fabien Planet l'enduriste sur la piste du Dakar, Tout le Sport du 2 janvier 2015, France 3
5. ↑  Interview de Fabien Planet sur motorevue.com
6. ↑  Dakar 2015 : le motard de Saint-Marcellin-en-Forez a terminé, Le Pays du 22 janvier 2015
7. ↑  Palmarès du Championnat de France Enduro
8. ↑  Résultats des éditions de la Grappe de Cyrano